# Benkali Kaba
Benkali Kaba (Dakar, 17 febbraio 1959) è un ex cestista senegalese naturalizzato francese.

## Carriera
Con il Senegal ha disputato i Campionati mondiali del 1978 e i Campionati africani del 1980.
Con la Francia ha disputato i Giochi olimpici di Los Angeles 1984.

## Palmarès
- Campionato francese: 2

Orthez: 1985-86, 1986-87
- Coppa Korać: 1

Orthez: 1983-84